# Sycozoa brevicauda
Sycozoa brevicauda är en sjöpungsart som beskrevs av Kott 1990. Sycozoa brevicauda ingår i släktet Sycozoa och familjen Holozoidae. Inga underarter finns listade i Catalogue of Life.